# راندال روبنسون
راندال روبنسون (بالإنجليزية: Randall Robinson)‏ هو ناشط حقوق الإنسان ومحامي وكاتب أمريكي، ولد في 6 يوليو 1941 في ريتشموند في الولايات المتحدة.

## وصلات خارجية
- راندال روبنسون على موقع الموسوعة البريطانية (الإنجليزية)
- راندال روبنسون على موقع إن إن دي بي (الإنجليزية)